# Finn labdarúgó-válogatott
A finn labdarúgó-válogatott Finnország nemzeti csapata, amelyet a finn labdarúgó-szövetség (finnül: Suomen Palloliitto) irányít. Hazai mérkőzéseiket leggyakrabban az Olimpiai Stadionban játsszák Helsinkiben. Finnország még nem szerepelt  világbajnokságon Európa-bajnokságra először 2020-ban jutottak ki.
Az ezer tó és hosszú telek országában a labdarúgás kisebb népszerűségnek örvend, mint sok más európai országban. Bár a labdarúgás hobbiként Finnország egyik legnépszerűbb csapatjátéka (hivatalosan kb. 350 000 finn gyakorolja), a jégkorong, a floorball, a nordic walking meg sok más téli sport nagyobb népszerűségnek örvend. Ráadásul Finnország lakossága nem is elég nagy ahhoz, hogy mindig termelhessenek nemzetközi sztárokat.

## Történelem

### Korai szakasz
A Finn labdarúgó-szövetség 1907-ben alakult és 1908-ban lett a FIFA tagja, annak ellenére, hogy ekkor Finnország az Orosz Birodalom fennhatósága alá tartozott 1917-ig.
Első mérkőzésükre 1911 október 22-én került sor Svédország ellen, melyet 5-2-re elveszítettek. A válogatott eddigi legjobb eredménye az 1912. évi nyári olimpiai játékokon volt, amikor Finnország még az Orosz Birodalmon belüli autonóm nagyhercegség volt. A bronzéremért játszottak Hollandia ellen, de ezt a mérkőzést Hollandia 9-0-ra megnyerte.

### A 20. század második felében
Az 1952. évi nyári olimpiai játékokat Helsinkiben rendezték, ezért automatikusan résztvevői voltak a tornának. Az első fordulóban Ausztria ellen szenvedtek 4–3-as vereséget.
Az Európa-bajnokság selejtezőiben először 1968-ban indultak. Részt vettek az 1980-as moszkvai olimpián, melyet több nyugati ország is bojkottált. Finnország egészen az 1980-as évekig Európa egyik leggyengébb válogatottja volt, de ezt követően jobb teljesítményt nyújtottak a selejtezőkben. Az 1980-as Európa-bajnokságról 1, az 1986-os világbajnokságról 2 ponttal maradtak le.
Az 1990-es évek közepére egyre több finn labdarúgó került nagyobb európai bajnokságokba. Közülük is kiemelkedett az Ajaxban szereplő Jari Litmanen. Az 1998-as világbajnokság selejtezőinek, a Dániával 1992-ben Európa-bajnokságot nyert Richard Møller Nielsen irányításával kezdtek neki. Norvégiát és Svájcot idegenben sikerült legyőzniük. A pótselejtező eléréséhez az utolsó mérkőzésükön győzniük kellett volna Magyarország ellen. 1–0-ra vezettek, amikor a hosszabbításban egy szerencsétlen öngólt kaptak, ami megpecsételte sorsukat és lemaradtak a pótselejtezőről. A 2000-es Európa-bajnokság selejtezőiben Törökországot idegenben verték 3–1-re. Végül Németország és Törökország mögött a harmadik helyen végeztek.

### A 2000-es évek

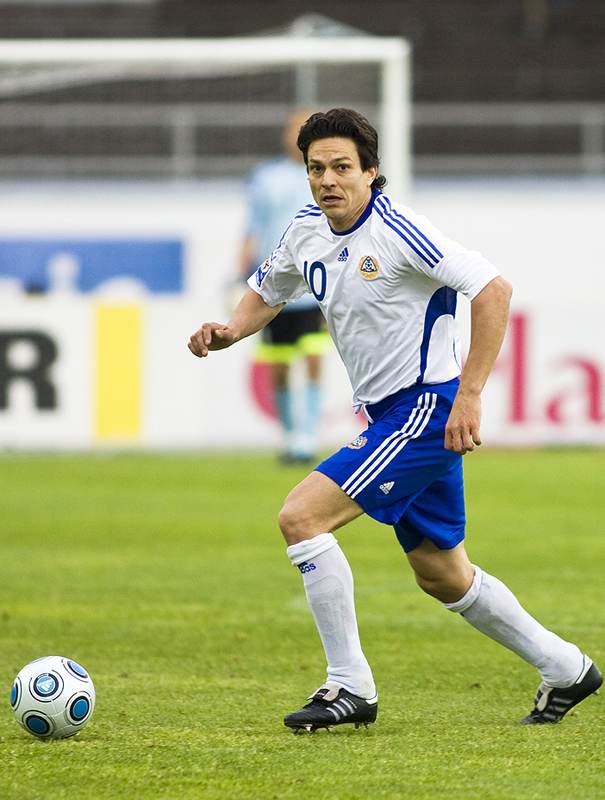
Jari Litmanen 2009-ben

Richard Møller Nielsent Antti Muurinen váltotta 2000-ben. A válogatott gerincét a legnagyobb nevek, mint például: Antti Niemi, Sami Hyypiä, Teemu Tainio, Mikael Forssell alkották Litmanennel kiegészülve.
A 2002-es világbajnokság selejtezőiben két döntetlent értek el Németország ellen, 5–1-re legyőzték Görögországot és hazai pályán döntetlent játszottak Angliával. A harmadik helyen zártak Németország és Anglia mögött. Finnország volt az egyedüli, aki nem szenvedett vereséget hazai pályán.
A 2004-es Európa-bajnokság selejtezőinek 9. csoportjában két vereséggel kezdtek Wales és Jugoszlávia ellen, Olaszországtól szintén kikaptak mindkét alkalommal. Végül a negyedik helyen végeztek három győzelemmel, egy döntetlennel és négy vereséggel.
A 2006-os világbajnokság selejtezőiben Örményországot és Macedóniát oda-vissza legyőzték. Hollandia, Csehország és Románia ellen egyetlen pontot sem szereztek. A negyedik helyen fejezték be a selejtezőket 16 ponttal.
2006-ban az angol Roy Hodgsont nevezték ki a szövetségi kapitányi posztra. A 2008-as Európa-bajnokság selejtezőinek A csoportjába kerültek Portugália, Lengyelország, Belgium, Örményország, Azerbajdzsán és Kazahsztán mellé. A selejtezőket jól kezdték, Lengyelországot idegenben verték 3–1-re, Portugáliával pedig 1–1-es döntetlent játszottak hazai pályán. Ezt követte két idegenbeli találkozó; az Örményország elleni 0–0 és Kazahsztán 2–0-s legyőzése. Örményországot hazai pályán 1–0-ra verték. Azerbajdzsán ellen elszenvedték első vereségüket a sorozatban. Szerbiától odahaza kaptak ki 2–0 arányban. A következő két hazai mérkőzésüket megnyerték. Belgiumot 2–0-ra, Kazahsztán 2–1-re győzték le. Ezután három 0–0-s döntetlen következett Szerbia, Lengyelország és Belgium ellen. Azerbajdzsánt 2–1-re verték hazai pályán. Az utolsó mérkőzésükön Portugália ellen nyerniük kellett volna a kijutáshoz, de az eredmény 0–0 lett. A negyedik helyen végeztek azonos pontszámmal, mint Szerbia, de az egymás elleni eredményük rosszabb volt. A kijutásról mindössze három ponttal maradtak le.

### 2010-es évek

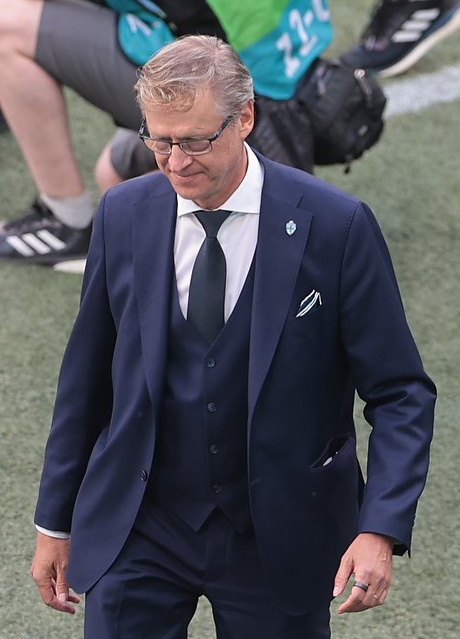
Markku Kanerva kapitánysága alatt sikerült Finnországnak először kijutnia az Európa-bajnoksága

A 2010-es világbajnokság selejtezőinek 4. csoportjában a harmadik helyen végeztek: öt győzelemmel, három döntetlennel és két vereséggel és lemaradtak a pótselejtezőről. A csoportgyőztes Németországgal otthon 3–3-as, idegenben 1–1-es döntetlent játszottak, Oroszország ellen 3–0-ás vereséget szenvedtek hazai pályán és idegenben is.
A 2012-es Európa-bajnokság selejtezőinek E csoportjába sorsolták őket Hollandia, Svédország, Magyarország, Moldova és San Marino társaságában. Első mérkőzésükön Moldovától nem várt 2-0-s vereséget szenvedtek. San Marinót 8–0-ra győzték le, ahol Mikael Forssell mesterhármast ért el. Hollandia és Svédország ellen mindkét alkalommal vereséget szenvedtek. Magyarország ellen a 94. percben veszítették el a mérkőzést Helsinkiben. A selejtezősorozat végén a negyedik helyen zárták a csoportot.
A 2014-es világbajnokság selejtezőinek I csoportjában Spanyolország és Franciaország mögött a harmadik helyen végeztek két győzelemmel, három döntetlennel és három vereséggel. A világbajnoki címvédő Spanyolország otthonában 1–1-es döntetlent értek el. Teemu Pukki révén egyenlítettek a 79. percben.
A 2016-os Európa-bajnokság selejtezőinek F csoportjában egy újabb emlékezetes eredményt értek el, amikor Joel Pohjanpalo góljával idegenben 1–0-ra legyőzték a korábbi Európa-bajnok Görögországot. Végül a csoport negyedik helyén végeztek Észak-Írország, Románia és Magyarország mögött.
A 2018-as világbajnokság selejtezőiben két győzelemmel, három döntetlennel és hat vereséggel az ötödik helyen zárták a csoportot és csak Koszovót sikerült megelőzniük. Az egyik győzelmüket a csoportgyőztes Izland ellen érték el hazai pályán. A Nemzetek Ligája 2018-19-es kiírásában az C ligában Észtország, Görögország és Magyarország volt az ellenfelük. Magyarországot Teemu Pukki góljával hazai pályán 1–0-ra legyőzték, majd azt követően Észtország ellen hazai környezetben és idegenben is 1–0-ra sikerült győzniük és a gólokat ezúttal is Pukki szerezte. Görögország ellen Tamperében Pyry Soiri és Glen Kamara volt eredményes. Idegenben 2–0-ás vereséget szenvedtek a görögök és a magyarok ellen is, de 12 ponttal így is a csoport élén zártak és feljutottak a B ligába.

### 2020-as évek
2019. november 15-én a Liechtenstein ellen aratott 3–0-ás győzelemnek köszönhetően Finnország kijutott története első rangos tornájára, a 2020-as Európa-bajnokságra. Az eseményt a Covid-járvány miatt egy évvel elhalasztották és 2021-ben került megrendezésre. Első mérkőzésükön Joel Pohjanpalo történelmi góljával 1–0-ra legyőzték Dániát. A folytatásban Oroszország és Belgium ellen is vereséget szenvedtek és nem jutottak tovább a csoportkörből. Még előtte 2020 őszén került megrendezésre a Nemzetek Ligája 2020-21-es sorozata, ahol a B ligában szerepeltek Bulgária, Írország és Wales társaságában. Írországot és Bulgáriát oda-vissza sikerült legyőzniük, míg Wales ellen mindkétszer vereséget szenvedtek. 12 ponttal a csoport második helyén végeztek és megőrizték a helyüket a B ligában.
A 2022-es világbajnokság selejtezőinek D csoportjában Franciaország és Ukrajna mögött a selejtezőcsoport harmadik helyén végeztek és lemaradtak a tornáról. A Nemzetek Ligája 2022-23-as sorozatában a B ligában Bosznia-Hercegovina, Montenegró és Románia volt az ellenfelük. A sorozatot két győzelemmel, két döntetlennel és két vereséggel, a csoport második helyét megszerezve zárták.
A 2024-es Európa-bajnokság selejtezőiben Dánia és Szlovénia is megelőzte a finneket és a harmadik hely pótselejtezőt ért, ahol Cardiffban Wales válogatottjával találkoztak és 4–1-es vereséget szenvedtek. Mindez azt jelentette, hogy nem sikerült megismételniük a négy évvel korábbi bravúrt.

## Nemzetközi eredmények

### Világbajnokság
| Világbajnokság | Világbajnokság                  | Világbajnokság                  | Világbajnokság                  | Világbajnokság                  | Világbajnokság                  | Világbajnokság                  | Világbajnokság                  | Világbajnokság                  | Világbajnokság                  | Selejtezők | Selejtezők | Selejtezők | Selejtezők | Selejtezők | Selejtezők | Selejtezők |
| Év             | Eredmény                        | H.                              | M                               | Gy                              | D                               | V                               | G+                              | G–                              | Keret                           | H.         | M          | Gy         | D          | V          | G+         | G–         |
| -------------- | ------------------------------- | ------------------------------- | ------------------------------- | ------------------------------- | ------------------------------- | ------------------------------- | ------------------------------- | ------------------------------- | ------------------------------- | ---------- | ---------- | ---------- | ---------- | ---------- | ---------- | ---------- |
| 1930           | nem indult                      | nem indult                      | nem indult                      | nem indult                      | nem indult                      | nem indult                      | nem indult                      | nem indult                      | nem indult                      | nem indult | nem indult | nem indult | nem indult | nem indult | nem indult | nem indult |
| 1934           | nem indult                      | nem indult                      | nem indult                      | nem indult                      | nem indult                      | nem indult                      | nem indult                      | nem indult                      | nem indult                      | nem indult | nem indult | nem indult | nem indult | nem indult | nem indult | nem indult |
| 1938           | nem jutott ki                   | nem jutott ki                   | nem jutott ki                   | nem jutott ki                   | nem jutott ki                   | nem jutott ki                   | nem jutott ki                   | nem jutott ki                   | nem jutott ki                   | 4.         | 3          | 0          | 0          | 3          | 0          | 7          |
| 1950           | visszalépett a selejtező közben | visszalépett a selejtező közben | visszalépett a selejtező közben | visszalépett a selejtező közben | visszalépett a selejtező közben | visszalépett a selejtező közben | visszalépett a selejtező közben | visszalépett a selejtező közben | visszalépett a selejtező közben | 3.         | 2          | 0          | 1          | 1          | 1          | 4          |
| 1954           | nem jutott ki                   | nem jutott ki                   | nem jutott ki                   | nem jutott ki                   | nem jutott ki                   | nem jutott ki                   | nem jutott ki                   | nem jutott ki                   | nem jutott ki                   | 3.         | 4          | 0          | 2          | 2          | 7          | 13         |
| 1958           | nem jutott ki                   | nem jutott ki                   | nem jutott ki                   | nem jutott ki                   | nem jutott ki                   | nem jutott ki                   | nem jutott ki                   | nem jutott ki                   | nem jutott ki                   | 3.         | 4          | 0          | 0          | 4          | 2          | 19         |
| 1962           | nem jutott ki                   | nem jutott ki                   | nem jutott ki                   | nem jutott ki                   | nem jutott ki                   | nem jutott ki                   | nem jutott ki                   | nem jutott ki                   | nem jutott ki                   | 3.         | 4          | 0          | 0          | 4          | 3          | 12         |
| 1966           | nem jutott ki                   | nem jutott ki                   | nem jutott ki                   | nem jutott ki                   | nem jutott ki                   | nem jutott ki                   | nem jutott ki                   | nem jutott ki                   | nem jutott ki                   | 4.         | 6          | 1          | 0          | 5          | 5          | 20         |
| 1970           | nem jutott ki                   | nem jutott ki                   | nem jutott ki                   | nem jutott ki                   | nem jutott ki                   | nem jutott ki                   | nem jutott ki                   | nem jutott ki                   | nem jutott ki                   | 4.         | 6          | 1          | 0          | 5          | 6          | 28         |
| 1974           | nem jutott ki                   | nem jutott ki                   | nem jutott ki                   | nem jutott ki                   | nem jutott ki                   | nem jutott ki                   | nem jutott ki                   | nem jutott ki                   | nem jutott ki                   | 3.         | 6          | 1          | 1          | 4          | 3          | 21         |
| 1978           | nem jutott ki                   | nem jutott ki                   | nem jutott ki                   | nem jutott ki                   | nem jutott ki                   | nem jutott ki                   | nem jutott ki                   | nem jutott ki                   | nem jutott ki                   | 3.         | 6          | 2          | 0          | 4          | 11         | 16         |
| 1982           | nem jutott ki                   | nem jutott ki                   | nem jutott ki                   | nem jutott ki                   | nem jutott ki                   | nem jutott ki                   | nem jutott ki                   | nem jutott ki                   | nem jutott ki                   | 5.         | 8          | 1          | 0          | 7          | 4          | 27         |
| 1986           | nem jutott ki                   | nem jutott ki                   | nem jutott ki                   | nem jutott ki                   | nem jutott ki                   | nem jutott ki                   | nem jutott ki                   | nem jutott ki                   | nem jutott ki                   | 4.         | 8          | 3          | 2          | 3          | 7          | 12         |
| 1990           | nem jutott ki                   | nem jutott ki                   | nem jutott ki                   | nem jutott ki                   | nem jutott ki                   | nem jutott ki                   | nem jutott ki                   | nem jutott ki                   | nem jutott ki                   | 3.         | 6          | 1          | 1          | 4          | 4          | 16         |
| 1994           | nem jutott ki                   | nem jutott ki                   | nem jutott ki                   | nem jutott ki                   | nem jutott ki                   | nem jutott ki                   | nem jutott ki                   | nem jutott ki                   | nem jutott ki                   | 5.         | 10         | 2          | 1          | 7          | 9          | 18         |
| 1998           | nem jutott ki                   | nem jutott ki                   | nem jutott ki                   | nem jutott ki                   | nem jutott ki                   | nem jutott ki                   | nem jutott ki                   | nem jutott ki                   | nem jutott ki                   | 3.         | 8          | 3          | 2          | 3          | 11         | 12         |
| 2002           | nem jutott ki                   | nem jutott ki                   | nem jutott ki                   | nem jutott ki                   | nem jutott ki                   | nem jutott ki                   | nem jutott ki                   | nem jutott ki                   | nem jutott ki                   | 3.         | 8          | 3          | 3          | 2          | 12         | 7          |
| 2006           | nem jutott ki                   | nem jutott ki                   | nem jutott ki                   | nem jutott ki                   | nem jutott ki                   | nem jutott ki                   | nem jutott ki                   | nem jutott ki                   | nem jutott ki                   | 4.         | 12         | 5          | 1          | 6          | 21         | 19         |
| 2010           | nem jutott ki                   | nem jutott ki                   | nem jutott ki                   | nem jutott ki                   | nem jutott ki                   | nem jutott ki                   | nem jutott ki                   | nem jutott ki                   | nem jutott ki                   | 3.         | 10         | 5          | 3          | 2          | 14         | 14         |
| 2014           | nem jutott ki                   | nem jutott ki                   | nem jutott ki                   | nem jutott ki                   | nem jutott ki                   | nem jutott ki                   | nem jutott ki                   | nem jutott ki                   | nem jutott ki                   | 3.         | 8          | 2          | 3          | 3          | 5          | 9          |
| 2018           | nem jutott ki                   | nem jutott ki                   | nem jutott ki                   | nem jutott ki                   | nem jutott ki                   | nem jutott ki                   | nem jutott ki                   | nem jutott ki                   | nem jutott ki                   | 5.         | 10         | 2          | 3          | 5          | 9          | 13         |
| 2022           | nem jutott ki                   | nem jutott ki                   | nem jutott ki                   | nem jutott ki                   | nem jutott ki                   | nem jutott ki                   | nem jutott ki                   | nem jutott ki                   | nem jutott ki                   | 3.         | 8          | 3          | 2          | 3          | 10         | 10         |
| 2026           | később                          | később                          | később                          | később                          | később                          | később                          | később                          | később                          | később                          | később     | később     | később     | később     | később     | később     | később     |
| Összesen       |                                 | 0/22                            | –                               | –                               | –                               | –                               | –                               | –                               | –                               | Összesen   | 137        | 35         | 25         | 77         | 144        | 297        |

### Európa-bajnokság
| Európa-bajnokság | Európa-bajnokság | Európa-bajnokság | Európa-bajnokság | Európa-bajnokság | Európa-bajnokság | Európa-bajnokság | Európa-bajnokság | Európa-bajnokság | Európa-bajnokság | Selejtezők        | Selejtezők | Selejtezők | Selejtezők | Selejtezők | Selejtezők | Selejtezők |
| Év               | Eredmény         | H.               | M                | Gy               | D                | V                | G+               | G–               | Keret            | H.                | M          | Gy         | D          | V          | G+         | G–         |
| ---------------- | ---------------- | ---------------- | ---------------- | ---------------- | ---------------- | ---------------- | ---------------- | ---------------- | ---------------- | ----------------- | ---------- | ---------- | ---------- | ---------- | ---------- | ---------- |
| 1960             | nem indult       | nem indult       | nem indult       | nem indult       | nem indult       | nem indult       | nem indult       | nem indult       | nem indult       | nem indult        | nem indult | nem indult | nem indult | nem indult | nem indult | nem indult |
| 1964             | nem indult       | nem indult       | nem indult       | nem indult       | nem indult       | nem indult       | nem indult       | nem indult       | nem indult       | nem indult        | nem indult | nem indult | nem indult | nem indult | nem indult | nem indult |
| 1968             | nem jutott ki    | nem jutott ki    | nem jutott ki    | nem jutott ki    | nem jutott ki    | nem jutott ki    | nem jutott ki    | nem jutott ki    | nem jutott ki    | 4.                | 6          | 0          | 2          | 4          | 5          | 12         |
| 1972             | nem jutott ki    | nem jutott ki    | nem jutott ki    | nem jutott ki    | nem jutott ki    | nem jutott ki    | nem jutott ki    | nem jutott ki    | nem jutott ki    | 4.                | 6          | 0          | 1          | 5          | 1          | 16         |
| 1976             | nem jutott ki    | nem jutott ki    | nem jutott ki    | nem jutott ki    | nem jutott ki    | nem jutott ki    | nem jutott ki    | nem jutott ki    | nem jutott ki    | 4.                | 6          | 0          | 1          | 5          | 3          | 13         |
| 1980             | nem jutott ki    | nem jutott ki    | nem jutott ki    | nem jutott ki    | nem jutott ki    | nem jutott ki    | nem jutott ki    | nem jutott ki    | nem jutott ki    | 3.                | 6          | 2          | 2          | 2          | 10         | 15         |
| 1984             | nem jutott ki    | nem jutott ki    | nem jutott ki    | nem jutott ki    | nem jutott ki    | nem jutott ki    | nem jutott ki    | nem jutott ki    | nem jutott ki    | 4.                | 6          | 0          | 1          | 5          | 3          | 14         |
| 1988             | nem jutott ki    | nem jutott ki    | nem jutott ki    | nem jutott ki    | nem jutott ki    | nem jutott ki    | nem jutott ki    | nem jutott ki    | nem jutott ki    | 4.                | 6          | 1          | 1          | 4          | 4          | 10         |
| 1992             | nem jutott ki    | nem jutott ki    | nem jutott ki    | nem jutott ki    | nem jutott ki    | nem jutott ki    | nem jutott ki    | nem jutott ki    | nem jutott ki    | 4.                | 8          | 1          | 4          | 3          | 5          | 8          |
| 1996             | nem jutott ki    | nem jutott ki    | nem jutott ki    | nem jutott ki    | nem jutott ki    | nem jutott ki    | nem jutott ki    | nem jutott ki    | nem jutott ki    | 4.                | 10         | 5          | 0          | 5          | 18         | 18         |
| 2000             | nem jutott ki    | nem jutott ki    | nem jutott ki    | nem jutott ki    | nem jutott ki    | nem jutott ki    | nem jutott ki    | nem jutott ki    | nem jutott ki    | 3.                | 8          | 3          | 1          | 4          | 13         | 13         |
| 2004             | nem jutott ki    | nem jutott ki    | nem jutott ki    | nem jutott ki    | nem jutott ki    | nem jutott ki    | nem jutott ki    | nem jutott ki    | nem jutott ki    | 4.                | 8          | 3          | 1          | 4          | 9          | 10         |
| 2008             | nem jutott ki    | nem jutott ki    | nem jutott ki    | nem jutott ki    | nem jutott ki    | nem jutott ki    | nem jutott ki    | nem jutott ki    | nem jutott ki    | 4.                | 14         | 6          | 6          | 2          | 13         | 7          |
| 2012             | nem jutott ki    | nem jutott ki    | nem jutott ki    | nem jutott ki    | nem jutott ki    | nem jutott ki    | nem jutott ki    | nem jutott ki    | nem jutott ki    | 4.                | 10         | 3          | 1          | 6          | 16         | 16         |
| 2016             | nem jutott ki    | nem jutott ki    | nem jutott ki    | nem jutott ki    | nem jutott ki    | nem jutott ki    | nem jutott ki    | nem jutott ki    | nem jutott ki    | 4.                | 10         | 3          | 3          | 4          | 9          | 10         |
| 2020             | Csoportkör       | 17.              | 3                | 1                | 0                | 2                | 1                | 3                | Keret            | 2.                | 10         | 6          | 0          | 4          | 16         | 10         |
| 2024             | nem jutott ki    | nem jutott ki    | nem jutott ki    | nem jutott ki    | nem jutott ki    | nem jutott ki    | nem jutott ki    | nem jutott ki    | nem jutott ki    | 3. (pótselejtező) | 11         | 6          | 0          | 5          | 19         | 14         |
| Összesen         |                  | 1/17             | 3                | 1                | 0                | 2                | 1                | 3                | –                | Összesen          | 125        | 39         | 24         | 62         | 144        | 186        |

### UEFA Nemzetek Ligája
| Csoportkör / Negyeddöntő / Osztályozó | Csoportkör / Negyeddöntő / Osztályozó | Csoportkör / Negyeddöntő / Osztályozó | Csoportkör / Negyeddöntő / Osztályozó | Csoportkör / Negyeddöntő / Osztályozó | Csoportkör / Negyeddöntő / Osztályozó | Csoportkör / Negyeddöntő / Osztályozó | Csoportkör / Negyeddöntő / Osztályozó | Csoportkör / Negyeddöntő / Osztályozó | Csoportkör / Negyeddöntő / Osztályozó | Csoportkör / Negyeddöntő / Osztályozó | Csoportkör / Negyeddöntő / Osztályozó | Egyenes kieséses szakasz | Egyenes kieséses szakasz | Egyenes kieséses szakasz | Egyenes kieséses szakasz | Egyenes kieséses szakasz | Egyenes kieséses szakasz | Egyenes kieséses szakasz | Egyenes kieséses szakasz | Egyenes kieséses szakasz |
| Szezon                                | Liga                                  | Csoport                               | H                                     | M                                     | Gy                                    | D                                     | V                                     | G+                                    | G–                                    | Feljutás/kiesés                       | Helyezés                              | Év                       | Eredmény                 | M                        | Gy                       | D                        | V                        | G+                       | G–                       | Keret                    |
| ------------------------------------- | ------------------------------------- | ------------------------------------- | ------------------------------------- | ------------------------------------- | ------------------------------------- | ------------------------------------- | ------------------------------------- | ------------------------------------- | ------------------------------------- | ------------------------------------- | ------------------------------------- | ------------------------ | ------------------------ | ------------------------ | ------------------------ | ------------------------ | ------------------------ | ------------------------ | ------------------------ | ------------------------ |
| 2018–19                               | C                                     | 2.                                    | 1.                                    | 6                                     | 4                                     | 0                                     | 2                                     | 5                                     | 3                                     | Növekedés                             | 28.                                   | 2019                     | nem jutott be            | nem jutott be            | nem jutott be            | nem jutott be            | nem jutott be            | nem jutott be            | nem jutott be            | nem jutott be            |
| 2020–21                               | B                                     | 4.                                    | 2.                                    | 6                                     | 4                                     | 0                                     | 2                                     | 7                                     | 5                                     | Állandó                               | 21.                                   | 2021                     | nem jutott be            | nem jutott be            | nem jutott be            | nem jutott be            | nem jutott be            | nem jutott be            | nem jutott be            | nem jutott be            |
| 2022–23                               | B                                     | 3.                                    | 2.                                    | 6                                     | 2                                     | 2                                     | 2                                     | 8                                     | 6                                     | Állandó                               | 21.                                   | 2023                     | nem jutott be            | nem jutott be            | nem jutott be            | nem jutott be            | nem jutott be            | nem jutott be            | nem jutott be            | nem jutott be            |
| 2024–25                               | B                                     | 2.                                    | 4.                                    | 6                                     | 0                                     | 0                                     | 6                                     | 2                                     | 13                                    | Csökkenés                             | 37.                                   | 2025                     | nem jutott be            | nem jutott be            | nem jutott be            | nem jutott be            | nem jutott be            | nem jutott be            | nem jutott be            | nem jutott be            |
| 2026–27                               | C                                     |                                       |                                       |                                       |                                       |                                       |                                       |                                       |                                       |                                       |                                       | 2027                     | nem jutott be            | nem jutott be            | nem jutott be            | nem jutott be            | nem jutott be            | nem jutott be            | nem jutott be            | nem jutott be            |
| Összesen                              | Összesen                              | Összesen                              | Összesen                              | 24                                    | 10                                    | 2                                     | 12                                    | 22                                    | 27                                    |                                       |                                       |                          | 0/5                      | –                        | –                        | –                        | –                        | –                        | –                        |                          |

### Olimpia
| Olimpia  | Olimpia      | Olimpia  | Olimpia | Olimpia | Olimpia | Olimpia | Olimpia | Olimpia |
| Év       | Forduló      | Helyezés | M       | Gy      | D*      | V       | RG      | KG      |
| -------- | ------------ | -------- | ------- | ------- | ------- | ------- | ------- | ------- |
| 1912     | Elődöntő     | 4.       | 4       | 2       | 0       | 2       | 5       | 16      |
| 1936     | Első forduló | 14.      | 1       | 0       | 0       | 1       | 3       | 7       |
| 1952     | Első forduló | 9.       | 1       | 0       | 0       | 1       | 3       | 4       |
| 1980     | Csoportkör   | 9.       | 3       | 1       | 1       | 1       | 3       | 2       |
| Összesen | 4/23         | —        | 9       | 3       | 1       | 5       | 14      | 29      |

## A válogatott szerelése
A finn válogatott tradicionális hazai szerelése; fehér mez, kék nadrág és fehér sportszár. A váltómez a leggyakrabban ellenek az ellentéte; kék mez, fehér nadrág és kék sportszár.
| Csapatszínek | Csapatszínek | Csapatszínek |
| Csapatszínek |              |              |
| Csapatszínek |              |              |
|              |              |              |
| 2002–04 (H)  |              |              |

| Csapatszínek | Csapatszínek | Csapatszínek |
| Csapatszínek |              |              |
| Csapatszínek |              |              |
|              |              |              |
| 2002–04 (V)  |              |              |

| Csapatszínek | Csapatszínek | Csapatszínek |
| Csapatszínek |              |              |
| Csapatszínek |              |              |
|              |              |              |
| 2006–08 (H)  |              |              |

| Csapatszínek | Csapatszínek | Csapatszínek |
| Csapatszínek |              |              |
| Csapatszínek |              |              |
|              |              |              |
| 2006–08 (V)  |              |              |

| Csapatszínek | Csapatszínek | Csapatszínek |
| Csapatszínek |              |              |
| Csapatszínek |              |              |
|              |              |              |
| 2008–10 (H)  |              |              |

| Csapatszínek | Csapatszínek | Csapatszínek |
| Csapatszínek |              |              |
| Csapatszínek |              |              |
|              |              |              |
| 2008–10 (V)  |              |              |

| Csapatszínek | Csapatszínek | Csapatszínek |
| Csapatszínek |              |              |
| Csapatszínek |              |              |
|              |              |              |
| 2010–12 (H)  |              |              |

| Csapatszínek | Csapatszínek | Csapatszínek |
| Csapatszínek |              |              |
| Csapatszínek |              |              |
|              |              |              |
| 2010–12 (V)  |              |              |

| Csapatszínek | Csapatszínek | Csapatszínek |
| Csapatszínek |              |              |
| Csapatszínek |              |              |
|              |              |              |
| 2012–14 (H)  |              |              |

| Csapatszínek | Csapatszínek | Csapatszínek |
| Csapatszínek |              |              |
| Csapatszínek |              |              |
|              |              |              |
| 2012–14 (V)  |              |              |

| Csapatszínek | Csapatszínek | Csapatszínek |
| Csapatszínek |              |              |
| Csapatszínek |              |              |
|              |              |              |
| 2014–16 (H)  |              |              |

| Csapatszínek | Csapatszínek | Csapatszínek |
| Csapatszínek |              |              |
| Csapatszínek |              |              |
|              |              |              |
| 2014–16 (V)  |              |              |

| Csapatszínek | Csapatszínek | Csapatszínek |
| Csapatszínek |              |              |
| Csapatszínek |              |              |
|              |              |              |
| 2016–18 (H)  |              |              |

| Csapatszínek | Csapatszínek | Csapatszínek |
| Csapatszínek |              |              |
| Csapatszínek |              |              |
|              |              |              |
| 2016–18 (V)  |              |              |

| Csapatszínek | Csapatszínek | Csapatszínek |
| Csapatszínek |              |              |
| Csapatszínek |              |              |
|              |              |              |
| 2018–20 (H)  |              |              |

| Csapatszínek | Csapatszínek | Csapatszínek |
| Csapatszínek |              |              |
| Csapatszínek |              |              |
|              |              |              |
| 2018–20 (V)  |              |              |

| Csapatszínek | Csapatszínek | Csapatszínek |
| Csapatszínek |              |              |
| Csapatszínek |              |              |
|              |              |              |
| 2020–22 (H)  |              |              |

| Csapatszínek | Csapatszínek | Csapatszínek |
| Csapatszínek |              |              |
| Csapatszínek |              |              |
|              |              |              |
| 2020–22 (V)  |              |              |

## Játékosok

### Játékoskeret
Az november 15-i  Liechtenstein és november 18-i  Görögország elleni mérkőzések kerete.
2019. november 15-i  Liechtenstein elleni mérkőzés után lett frissítve.
| Szám          | Poszt   | Név                  | Születési dátum / Kor          | Válogatottság | Gólok   | Klub             |         |         |         |
| Kapusok       | Kapusok | Kapusok              | Kapusok                        | Kapusok       | Kapusok | Kapusok          | Kapusok | Kapusok | Kapusok |
| ------------- | ------- | -------------------- | ------------------------------ | ------------- | ------- | ---------------- | ------- | ------- | ------- |
| 1             | K       | Lukáš Hrádecký       | 1989. november 24. (35 éves)   | 57            | 0       | Bayer Leverkusen |         |         |         |
| 12            | K       | Jesse Joronen        | 1993. március 21. (32 éves)    | 8             | 0       | Brescia          |         |         |         |
| 23            | K       | Anssi Jaakkola       | 1987. március 13. (38 éves)    | 3             | 0       | Bristol Rovers   |         |         |         |
| Védők         |         |                      |                                |               |         |                  |         |         |         |
| 4             | V       | Joona Toivio         | 1988. április 4. (37 éves)     | 65            | 3       | Häcken           |         |         |         |
| 22            | V       | Jukka Raitala        | 1988. szeptember 15. (36 éves) | 49            | 0       | Montreal Impact  |         |         |         |
| 2             | V       | Paulus Arajuuri      | 1988. június 15. (36 éves)     | 43            | 3       | Páfosz           |         |         |         |
|               | V       | Thomas Lam           | 1993. december 18. (31 éves)   | 21            | 0       | PEC Zwolle       |         |         |         |
|               | V       | Albin Granlund       | 1989. szeptember 1. (35 éves)  | 18            | 0       | Örebro           |         |         |         |
| 16            | V       | Juha Pirinen         | 1991. október 22. (33 éves)    | 18            | 0       | Tromsø           |         |         |         |
| 15            | V       | Sauli Väisänen       | 1994. június 5. (30 éves)      | 17            | 0       | Chievo           |         |         |         |
|               | V       | Daniel O'Shaughnessy | 1994. szeptember 14. (30 éves) | 3             | 0       | HJK              |         |         |         |
| 5             | V       | Leo Väisänen         | 1997. július 23. (27 éves)     | 1             | 0       | Den Bosch        |         |         |         |
| Középpályások |         |                      |                                |               |         |                  |         |         |         |
| 14            | KP      | Tim Sparv            | 1987. február 20. (38 éves)    | 73            | 1       | Midtjylland ()   |         |         |         |
| 11            | KP      | Rasmus Schüller      | 1991. június 18. (33 éves)     | 38            | 0       | Klub nélküli     |         |         |         |
| 8             | KP      | Robin Lod            | 1993. április 17. (32 éves)    | 37            | 3       | Minnesota United |         |         |         |
| 13            | KP      | Pyry Soiri           | 1994. szeptember 22. (30 éves) | 21            | 5       | Esbjerg          |         |         |         |
| 6             | KP      | Glen Kamara          | 1995. október 28. (29 éves)    | 18            | 1       | Rangers          |         |         |         |
| 19            | KP      | Joni Kauko           | 1990. július 12. (34 éves)     | 15            | 0       | Esbjerg          |         |         |         |
| 17            | KP      | Simon Skrabb         | 1995. január 19. (30 éves)     | 13            | 0       | Norrköping       |         |         |         |
| 9             | KP      | Fredrik Jensen       | 1997. szeptember 9. (27 éves)  | 10            | 4       | Augsburg         |         |         |         |
|               | KP      | Robert Taylor        | 1994. október 21. (30 éves)    | 10            | 0       | Tromsø           |         |         |         |
| Csatárok      |         |                      |                                |               |         |                  |         |         |         |
| 10            | CS      | Teemu Pukki          | 1990. március 29. (35 éves)    | 79            | 24      | Norwich City     |         |         |         |
| 7             | CS      | Jasse Tuominen       | 1995. november 12. (29 éves)   | 14            | 1       | BATE Bariszav    |         |         |         |
|               | CS      | Rasmus Karjalainen   | 1996. április 4. (29 éves)     | 10            | 1       | Fortuna Sittard  |         |         |         |

### Legtöbb válogatottság
Az adatok 2019. november 15. állapotoknak felelnek meg.
| Helyezés | Név               | Időszak   | Vál. | Gólok |
| -------- | ----------------- | --------- | ---- | ----- |
| 1        | Jari Litmanen     | 1989–2010 | 137  | 32    |
| 2        | Sami Hyypiä       | 1992–2010 | 105  | 5     |
| 2        | Jonatan Johansson | 1996–2010 | 105  | 22    |
| 4        | Ari Hjelm         | 1983–1996 | 100  | 20    |
| 5        | Joonas Kolkka     | 1994–2010 | 98   | 11    |
| 6        | Mikael Forssell   | 1999–2014 | 87   | 29    |
| 7        | Erkka Petäjä      | 1983–1994 | 84   | 0     |
| 8        | Teemu Pukki       | 2009–     | 79   | 24    |
| 9        | Arto Tolsa        | 1964–1981 | 77   | 10    |
| 10       | Hannu Tihinen     | 1997–2010 | 76   | 5     |
| 10       | Petri Pasanen     | 2000–2013 | 76   | 1     |

### Legtöbb gól
Az adatok 2019. november 15. állapotoknak felelnek meg.
| Helyezés | Név                    | Időszak   | Gólok | Vál. |
| -------- | ---------------------- | --------- | ----- | ---- |
| 1        | Jari Litmanen          | 1989–2010 | 32    | 137  |
| 2        | Mikael Forssell        | 1999–2014 | 29    | 87   |
| 3        | Teemu Pukki            | 2009–     | 24    | 79   |
| 4        | Jonatan Johansson      | 1996–2010 | 22    | 105  |
| 5        | Ari Hjelm              | 1983–1996 | 20    | 100  |
| 6        | Mika-Matti Paatelainen | 1986–2000 | 18    | 70   |
| 7        | Verner Eklöf           | 1919–1927 | 17    | 32   |
| 8        | Aulis Koponen          | 1924–1935 | 16    | 39   |
| 8        | Gunnar Åström          | 1923–1937 | 16    | 44   |
| 10       | Alexei Eremenko        | 2003–2013 | 14    | 57   |

### Ismert játékosok
| - Mikael Forssell - Ari Hjelm - Sami Hyypiä - Jussi Jääskeläinen - Joonas Kolkka - Shefki Kuqi - Pekka Lagerblom - Jari Litmanen - Kari Laukkanen |  | - Marko-Olavi Myyry - Antti Niemi - Mika Nurmela - Mixu Paatelainen - Petri Pasanen - Janne Saarinen - Teemu Tainio - Teemu Pukki |

## Szövetségi kapitányok
| Betöltetlen                |     | 1911–1921 | 17 | 6  | 2  | 9  | 35,3  |
| Jarl Öhman                 | FIN | 1922      | 4  | 1  | 0  | 3  | 25,0  |
| Betöltetlen                |     | 1923–1935 | 77 | 22 | 12 | 43 | 28,6  |
| Ferdinand Fabra            | GER | 1936–1937 | 8  | 1  | 1  | 6  | 12,5  |
| Betöltetlen                |     | 1937–1938 | 9  | 3  | 0  | 6  | 33,3  |
| Obitz Gábor                | HUN | 1939      | 6  | 1  | 0  | 5  | 16,7  |
| Betöltetlen                |     | 1939–1943 | 7  | 0  | 1  | 6  | 0,0   |
| Axel Mårtensson            | SWE | 1945      | 2  | 0  | 0  | 2  | 0,0   |
| Niilo Tammisalo            | FIN | 1946      | 3  | 0  | 0  | 3  | 0,0   |
| Aatos Lehtonen             | FIN | 1947–1955 | 51 | 7  | 9  | 35 | 13,7  |
| Kurt Weinreich             | GER | 1955–1958 | 23 | 3  | 1  | 19 | 13,0  |
| Aatos Lehtonen             | FIN | 1959–1961 | 19 | 3  | 0  | 16 | 15,8  |
| Olavi Laaksonen            | FIN | 1962–1974 | 91 | 16 | 21 | 54 | 17,6  |
| Martti Kosma               | FIN | 1975      | 2  | 0  | 1  | 1  | 0,0   |
| Aulis Rytkönen             | FIN | 1975–1978 | 30 | 8  | 4  | 18 | 26,7  |
| Esko Malm                  | FIN | 1979–1981 | 27 | 4  | 6  | 17 | 14,8  |
| Martti Kuusela             | FIN | 1982–1987 | 53 | 9  | 11 | 33 | 17,0  |
| Jukka Vakkila              | FIN | 1988–1992 | 48 | 7  | 21 | 20 | 14,6  |
| Tommy Lindholm             | FIN | 1993–1994 | 25 | 5  | 7  | 13 | 20,0  |
| Jukka Ikäläinen            | FIN | 1994–1996 | 21 | 7  | 4  | 10 | 33,3  |
| Richard Møller Nielsen     | DEN | 1996–1999 | 34 | 9  | 12 | 13 | 26,5  |
| Antti Muurinen             | FIN | 2000–2005 | 72 | 34 | 12 | 26 | 47,2  |
| Jyrki Heliskoski           | FIN | 2005      | 6  | 2  | 2  | 2  | 33,3  |
| Roy Hodgson                | ENG | 2006–2007 | 22 | 6  | 11 | 5  | 27,3  |
| Stuart Baxter              | SCO | 2008–2010 | 31 | 8  | 6  | 17 | 25,81 |
| Olli Huttunen              | FIN | 2010      | 1  | 1  | 0  | 0  | 100   |
| Markku Kanerva             | FIN | 2011      | 2  | 0  | 1  | 1  | 25,0  |
| Mixu Paatelainen           | FIN | 2011–2015 | 43 | 17 | 11 | 15 | 39,53 |
| Markku Kanerva (megbízott) | FIN | 2015      | 5  | 3  | 2  | 0  | 60,0  |
| Hans Backe                 | SWE | 2016      | 11 | 0  | 2  | 9  | 0     |
| Markku Kanerva             | FIN | 2016–2024 | 89 | 36 | 14 | 39 | 40,4  |

- 2024. június 7-i adatok alapján

## Stadion

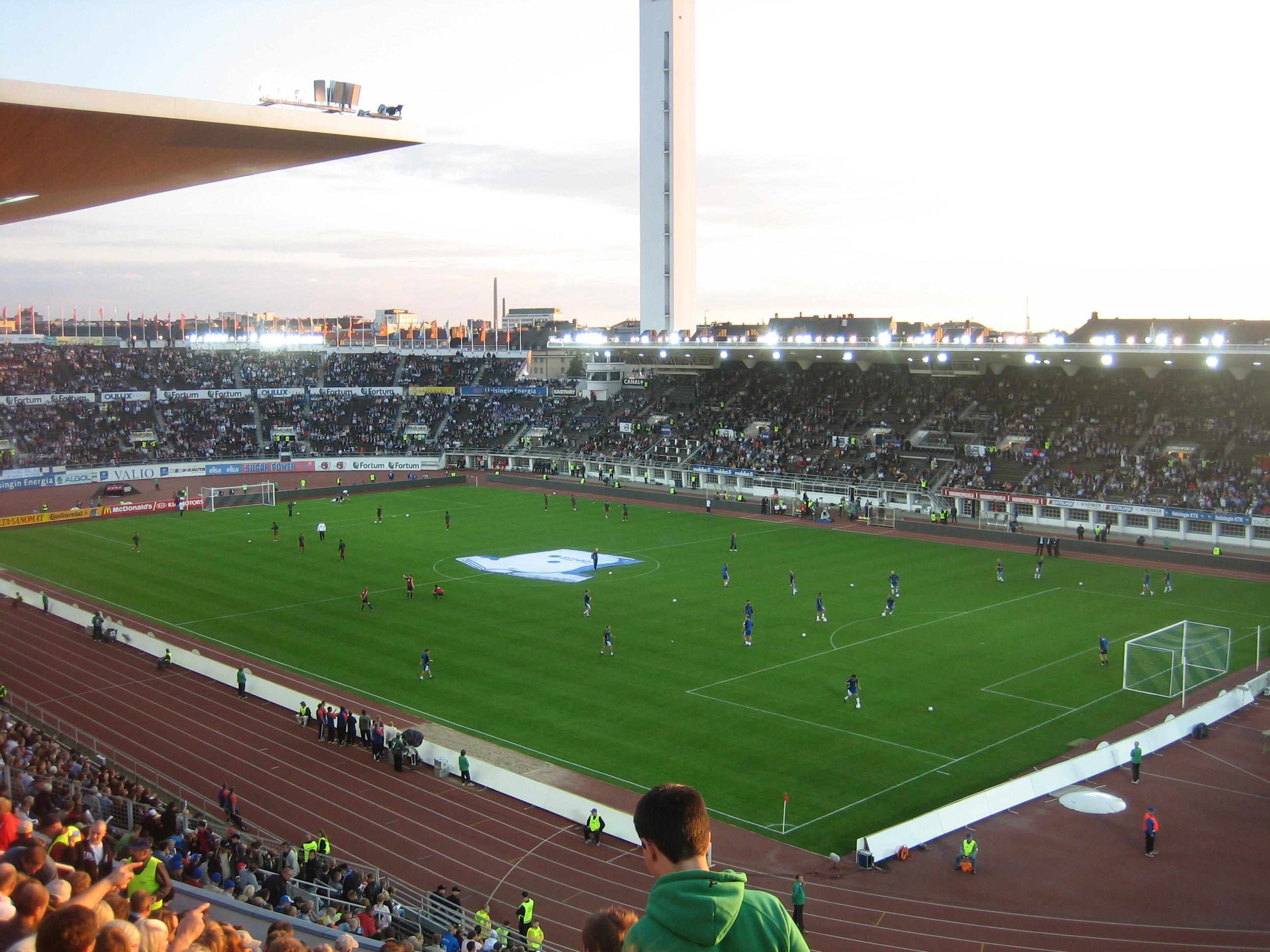
Olimpiai Stadion

A finn labdarúgó-válogatott első számú otthona az Olimpiai Stadion, Helsinkiben. 1938-as megnyitása óta ez a stadion ad otthont a legtöbb válogatott mérkőzésnek. Itt rendezték az 1952. évi nyári olimpiai játékok döntőjét.

## Lásd még
- Finn U21-es labdarúgó-válogatott
- Finn női labdarúgó-válogatott